# 朱氏鱥
朱氏鱥（学名：Phoxinus jouyi）為輻鰭魚綱鯉形目雅羅魚科鱥屬的魚類。主要分布於亞洲日本淡水流域，為特有種，生活習性不明。